# アイレクス (駆逐艦)
アイレクス (HMS Ilex) は、イギリス海軍の駆逐艦。I級。

## 艦歴
1936年3月起工。1937年1月28日進水。1937年7月7日竣工。
第二次世界大戦勃発時は地中海の第3駆逐艦戦隊に所属していたが、すぐにウェスタンアプローチ管区に移され船団護衛に従事した。1939年10月13日、駆逐艦「イモージェン」とともにアイルランド南西沖でドイツ潜水艦「U42」を沈めた。11月には本国艦隊に転籍。
1940年前半は北海やその周辺で活動。
2月18日、駆逐艦「デアリング」などとともにノルウェーからイギリスへ向かうHN12船団を護衛中、「デアリング」がドイツ潜水艦の雷撃を受けて被雷。船団に加わっていた潜水艦「シスル」が爆発音を聞いて「デアリング」の残骸のもとに至った。「シスル」に呼ばれた「アイレクス」は、「シスル」へ生存者救助を行うよう信号を送ると支援のボートを残さず敵潜捜索に向かった。その後いったん戻ってきた「アイレクス」はボートを降ろし、それが生存者1名を救助した。
5月、地中海へ移動。アレクサンドリア到着後第2駆逐艦戦隊に編入。6月27日に駆逐艦「デインティ」、「ディフェンダー」、「デコイ」、「ヴォイジャー」とともにアレクサンドリアから出撃。同日、クレタ島南東沖で浮上中の潜水艦が発見され、潜航したその潜水艦に対して「アイレクス」、「デインティ」、「デコイ」、「ディフェンダー」が爆雷攻撃を実施。損傷し浮上した潜水艦は降伏した。その潜水艦はイタリアの「コンソーレ・ジェネラーレ・リウッツィ」で、乗員の収容後「デインティ」により沈められた。6月29日にもイタリア潜水艦「アルゴナウタ」を攻撃して、おそらく沈めた。ただ、「アルゴナウタ」はサンダーランド飛行艇により沈められた可能性もある。また、同日、浮上中のイタリア潜水艦「ウエビ・セベリ」が発見され、潜航した「ウエビ・セベリ」は「アイレクス」、「ヴォイジャー」、「ディフェンダー」の爆雷攻撃により浮上。生存者の救助後、「デインティ」により沈められた。6月30日、アレクサンドリアに帰投。
1940年7月9日、カラブリア沖海戦に参加。
7月19日、スパダ岬沖海戦に参加。7月18日、クレタ島の北で対潜掃討を行うため駆逐艦「ハイペリオン」、「アイレクス」、「ヒーロー」、「ヘイスティ」はアレクサンドリアから出撃し、その援護などのために軽巡洋艦「シドニー」と駆逐艦「ハヴォック」もアレクサンドリアから出撃した。7月19日に「アイレクス」などはイタリア軽巡洋艦「ジョヴァンニ・デレ・バンデ・ネーレ」、「バルトロメオ・コレオーニ」と遭遇し交戦。「シドニー」と「ハヴォック」も合流し、被弾した「バルトロメオ・コレオーニ」は航行不能となった。「アイレクス」と「ハイペリオン」が雷撃を行い、「アイレクス」の魚雷1本が命中。続いて「ハイペリオン」が2度目の雷撃が命中し、「バルトロメオ・コレオーニ」は沈没した。
11月にはタラント空襲を行った空母を護衛した。
1941年3月、マタパン岬沖海戦に参加。6月、シリア・レバノン戦役に参加。15日に爆撃を受けて至近弾により大きな損害をうけた。ハイファでの応急修理の後、喜望峰周りでアメリカ合衆国へと向かい、そこで修理が行われた。
1942年9月に修理は完了し、シエラレオネのフリータウンを拠点に船団護衛に従事。
1943年2月に地中海に戻り、7月にはハスキー作戦（シチリア島上陸）、9月にはアヴァランチ作戦（サレルノ上陸）に参加。また、7月13日には駆逐艦「エコー」とともにメッシーナ海峡南東でイタリア潜水艦「ネレイデ」を沈めた。
1943年12月に「アイレクス」は大規模な修理が必要とされた。「アイレクス」はビゼルトで1944年6月まで係船されたが、その理由は定かではない。次いでFerryvilleで移され、1945年3月にはマルタへ移されてカテゴリーCの予備となった。
1947年に解体された。